# Angel Blue
Angel Joy Blue (née dans le comté de San Bernardino en Californie le 3 mai 1984) est une soprano américaine.

## Carrière
Angel Blue a chanté quelques rôles de premier plan, ou en tant que soliste, à l'Opéra de Los Angeles, à l'Opéra de San Francisco, au Walt Disney Concert Hall, à la Colburn School, ou encore au Seoul Arts Center, et au Palau de les Arts Reina Sofia.
Son répertoire à l'opéra comprend des rôles tels que celui de Violetta (La Traviata), Michaela (Carmen), Lucia (Lucia di Lammermoor), Liu (Turandot), la comtesse Almaviva (Les Noces de Figaro), ou encore Donna Anna (Don Giovanni). 
En 2019, au festival d'Aix-en-Provence, elle interprète le rôle de Tosca dans la mise en scène de Christophe Honoré.
En 2022, elle interprète à l'Opéra Bastille le rôle de Marguerite dans le Faust de Gounod sous la direction de Thomas Hengelbrock, aux côtés de Benjamin Bernheim (Faust).

## Autres
Parallèlement à ses études musicales, Angel Blue a été Miss Hollywood 2005, et première dauphine de Miss California 2006 et Miss Nevada 2007.

## Discographie
- George Gershwin, Porgy and Bess : rôle de Clara, sous la direction de John DeMain (en), Opéra de San Francisco, mise en scène de Francesca Zambello (en). DVD et blu-ray chez EuroArts, mars 2014[6].